# جاسیندا آردرن
جاسیندا کیت لورل آردِرْن (به انگلیسی: Jacinda Kate Laurell Ardern) (‎/dʒəˈsɪndə ˈɑːrdn/‎; (زادهٔ ۲۶ ژوئیهٔ ۱۹۸۰) سیاستمدار نیوزیلندی است که نخست‌وزیر نیوزیلند و رهبر حزب کارگر بوده‌است. 
وی پیشتر رهبر اپوزیسیون در نیوزیلند بود. اولین بار در انتخابات سراسری ۲۰۰۸ به عنوان نماینده‌ای فهرستی وارد پارلمان شد (نماینده‌ای که شخصاً در حوزهٔ انتخابیه‌اش پیروز نشده ولی بر اساس فهرست حزب وارد پارلمان شده‌است). او از ۸ مارس ۲۰۱۷ تا ۲۰۲۳ نمایندگی حوزهٔ انتخابیه مونت آلبرت در پارلمان را بر عهده داشته‌است.
در ۱۹ اکتبر ۲۰۱۷ حزب کارگر نیوزیلند با حزب نخست، نیوزیلند متحد شد تا دولت ائتلافی تشکیل دهد و حزب سبزهای نیوزیلند هم از آن حمایت کرد. در روز ۲۰ اکتبر آردرن، اعلام کرد که عنوان نخست‌وزیری را می‌پذیرد.
جاسیندا آردرن از سال ۲۰۱۷ تا ۲۰۲۳ به عنوان رهبر حزب کارگر خدمت کرده‌است. آردرن از سال ۲۰۱۷ عضو حزب کارگر، نماینده پارلمان (MP) برای مونت بوده‌است. در ۱۹ ژانویه ۲۰۲۳، آردرن اعلام کرد که تا ۲۵ ژانویه از سمت رهبری حزب کارگر و سمت نخست‌وزیری استعفا می‌دهد و در انتظار انتخابات رهبری است.
پس از استعفای آنت کینگ، آردرن در ۱ مارس ۲۰۱۷ به اتفاق آرا به عنوان معاون رهبر حزب کارگر انتخاب شد. فقط پنج ماه بعد، با برگزاری انتخابات، اندرو لیتل، رهبر حزب کارگر، پس از نتیجه نظرسنجی کم سابقه برای حزب، استعفا داد، در حالی که آردرن به عنوان رهبر به جای او بدون مخالفت انتخاب شد. او حزب خود را برای بدست آوردن ۱۴ کرسی در انتخابات عمومی ۲۰۱۷ در ۲۳ سپتامبر رهبری کرد و ۴۶ کرسی را از ۵۶ کرسی حزب ملی نیوزیلند به دست آورد. پس از یک دوره مذاکره، نیوزیلند ابتدا تصمیم گرفت با ائتلاف حزب سبز و نخست‌وزیر آردرن با ائتلاف حزب کارگر، به یک حزب ائتلاف اقلیت وارد شود. وی در ۲۶ اکتبر ۲۰۱۷ توسط فرماندار کل سوگند یاد کرد. وی در سن ۳۷ سالگی جوانترین زن رئیس حکومت در جهان شد. بعداً آردرن هنگام تولد دخترش در ۲۱ ژوئن ۲۰۱۸ به عنوان دومین رئیس دولت منتخب جهان برای زایمان در حین کار خود (پس از بی‌نظیر بوتو) شد.
آردرن خود را سوسیال دموکرات و مترقی توصیف می‌کند. دولت ششم کار به‌طور خاص بر روی بحران مسکن در نیوزیلند، فقر کودکان و نابرابری اجتماعی تمرکز کرده‌است. در مارس ۲۰۱۹، او کشور را پس از تیراندازی مسجدهای کرایست‌چرچ هدایت کرد، به سرعت قوانین سختگیرانه اسلحه را در واکنش به آن وارد کرد و در طول سال ۲۰۲۰ کشور را در بحبوحهٔ بیماری همه گیر COVID-19 هدایت کرد. آردرن با کسب اکثر کرسی‌های پارلمان، حزب کارگر را در انتخابات عمومی سال ۲۰۲۰ به پیروزی رساند.

## ابتدای زندگی و تحصیلات
زادهٔ شهر هامیلتون نیوزلند است. آردرن به عنوان عضو کلیسای «مقدسین مدرن عیسی مسیح» در شهر مورینسویل و موروپارا جایی که پدرش، راس آردرن، پلیس و مادرش، لورل آردرن (نیباتملی) در تهیهٔ غذای مدارس کار می‌کرد، بزرگ شد. او در کالج مورینسویل تحصیل کرد و در آنجا نمایندهٔ دانش‌آموزان در هیئت امنا بود. وقتی هنوز دانش‌آموز بود در یک مغازهٔ فست‌فود ماهی و چیپس مشغول بکار شد. سپس به دانشگاه وایکاتو وارد شد و در سال ۲۰۰۱ با مدرک لیسانس مطالعات ارتباطات در سیاست و روابط عمومی فارغ‌التحصیل شد. آردرن به وسیلهٔ عمهٔ خود ماری آردرن وارد سیاست شد. ماری آردرن به مدت طولانی عضو حزب کارگر بود و جاسیندا آردرن را برای کمک در مبارزات انتخاباتی دورهٔ دوم نمایندگی مجلس هری داینهون برای شهر نیوپلیمنث در سال ۱۹۹۹ استخدام کرد.
آردرن در ۱۷ سالگی به حزب کارگر پیوست و تبدیل به چهرهٔ ارشد بخش جوان حزب تبدیل شد. پس از فارغ‌التحصیلی از دانشگاه، او به عنوان محقق در دفتر فیل گاف و هلن کلارک کار می‌کرد.
پس از مدتی به صورت داوطلبانه در محل تغذیهٔ فقرا و کارزار حقوق کارگران در نیویورک مشغول بکار بود. سپس به لندن رفت و تبدیل به مشاور ارشد سیاسی در واحد ۸۰ نفرهٔ سیاست نخست‌وزیر وقت انگلیس تونی بلر شد. آردرن بلر را هرگز در لندن ملاقات نکرد اما در ۲۰۱۱ تونی بلر را مورد پرسش دربارهٔ جنگ در عراق قرار داد. آردرن همچنین نفر دوم دبیرخانه برای مرور سیاست‌گذاری‌ها در انگلستان و ولز بود.
در اوایل ۲۰۰۸ آردرن به عنوان رئیس اتحادیهٔ بین‌المللی جوانان سوسیالیست انتخاب شد. در این سمت او در کشورهای مختلفی از جمله اردن، اسرائیل، الجزیره و چین فعالیت کرد.

## اوایل کار سیاسی

### نمایندگی پارلمان
پیش از انتخابات ۲۰۰۸، آردرن در لیست حزب حزب کارگر در رتبه ۲۰ قرار گرفت. این جایگاه بسیار بالایی برای کسی بود که قبلاً نماینده مجلس نبود و عملاً او را از داشتن کرسی در پارلمان اطمینان داد. بر این اساس، آردرن از لندن به کار تمام وقت مبارزات انتخاباتی بازگشت. او همچنین کاندیدای کارگر برای انتخاب کنندگان امن ملی وایکاتو شد. آردرن در رأی دهندگان ناموفق بود، اما جایگاه بالای وی در لیست حزب کارگر به او اجازه داد تا به عنوان نماینده لیست وارد پارلمان شود. پس از انتخابات، وی جوانترین نماینده مجلس در پارلمان شد و جانشین نماینده دیگر حزب کارگر درن هیوز شد و تا انتخاب گرت هیوز در ۱۱ فوریه ۲۰۱۰ جوانترین نماینده مجلس باقی ماند.
رهبر مخالفت، فیل گاف، آردرن را به سمت نیمکت جلویی ارتقا داد و او را سخنگوی کارگری خود برای امور جوانان و به عنوان سخنگوی وابسته دادگستری (در امور جوانان) نامید.
وی در برنامه صبحانه تلویزیون نیوزیلند به عنوان بخشی از ویژگی «اسلحه‌های جوان» به‌طور منظم حضور داشت و در آن در کنار سیمون بریجز نماینده ملی (و رهبر آینده حزب ملی) ظاهر شد.
آردرن در انتخابات سراسری سال ۲۰۱۱ بر کرسی مرکز کار اوکلند کار کرد و در مقابل نیکی کی نماینده نماینده فعلی ملی برای دنیز روش، نامزد حزب ملی و سبزها ایستاد. علی‌رغم اینکه رأی دهندگان سبز را هدف قرار داد تا به او استراتژیک رأی دهند، با ۷۱۷ رأی به کای باخت. با این حال، او از طریق لیست حزب به مجلس بازگشت، که در آن در رتبه سیزدهم قرار گرفت. آردرن در حالی که نماینده مجلس مستقر در مرکز اوکلند بود، دفتر خود را در داخل رأی دهندگان حفظ می‌کرد.
پس از استعفای گاف از رهبری حزب پس از شکست در انتخابات ۲۰۱۱، آردرن از دیوید شیرر بر دیوید کانلیف حمایت کرد. وی در ۱۹ دسامبر ۲۰۱۱ به مقام چهارم در کابینه سایه ارتقا یافت، و به عنوان سخنگوی توسعه اجتماعی تحت رهبر جدید دیوید شیرر تبدیل شد.
آردرن در انتخابات سراسری سال ۲۰۱۴ بار دیگر در اوکلند مرکزی ایستاد. او دوباره دوم شد هر چند رای خود را افزایش داد و اکثریت کای را از ۷۱۷ به ۶۰۰ کاهش داد. در رتبه ۵ در لیست کارگران، آردرن همچنان به پارلمان بازگردانده شد و در آنجا سخنگوی حزب سایه دادگستری، کودکان، تجارت کوچک و هنر و فرهنگ تحت رهبری جدید اندرو لیتل شد.

### انتخابات میان دوره‌ای مونت آلبرت
آردرن نام خود را برای نامزدی کارگران برای انتخابات میان دوره‌ای مونت آلبرت که در فوریه ۲۰۱۷ برگزار می‌شد پس از استعفای دیوید شیرر در ۸ دسامبر ۲۰۱۶ مطرح کرد. هنگامی که نامزدی‌های حزب کارگر در ۱۲ ژانویه ۲۰۱۷ بسته شد، آردرن تنها نامزد انتخاب شده و بدون رقیب انتخاب شد. در ۲۱ ژانویه، آردرن در راهپیمایی ۲۰۱۷ زنان، اعتراض جهانی در مخالفت با دونالد ترامپ، رئیس‌جمهور تازه انتخاب شده ایالات متحده، شرکت کرد. وی در جلسه ای در ۲۲ ژانویه به عنوان کاندیدای کارگری تأیید شد. آردرن با کسب ۷۷ درصد آرا بدست آمده در نتایج اولیه، پیروزی چشمگیری را کسب کرد.

## نخست‌وزیری
جاسیندا آردرن دو بار به عنوان نخست‌وزیر نیوزلند انتخاب شد.

### دوره اول

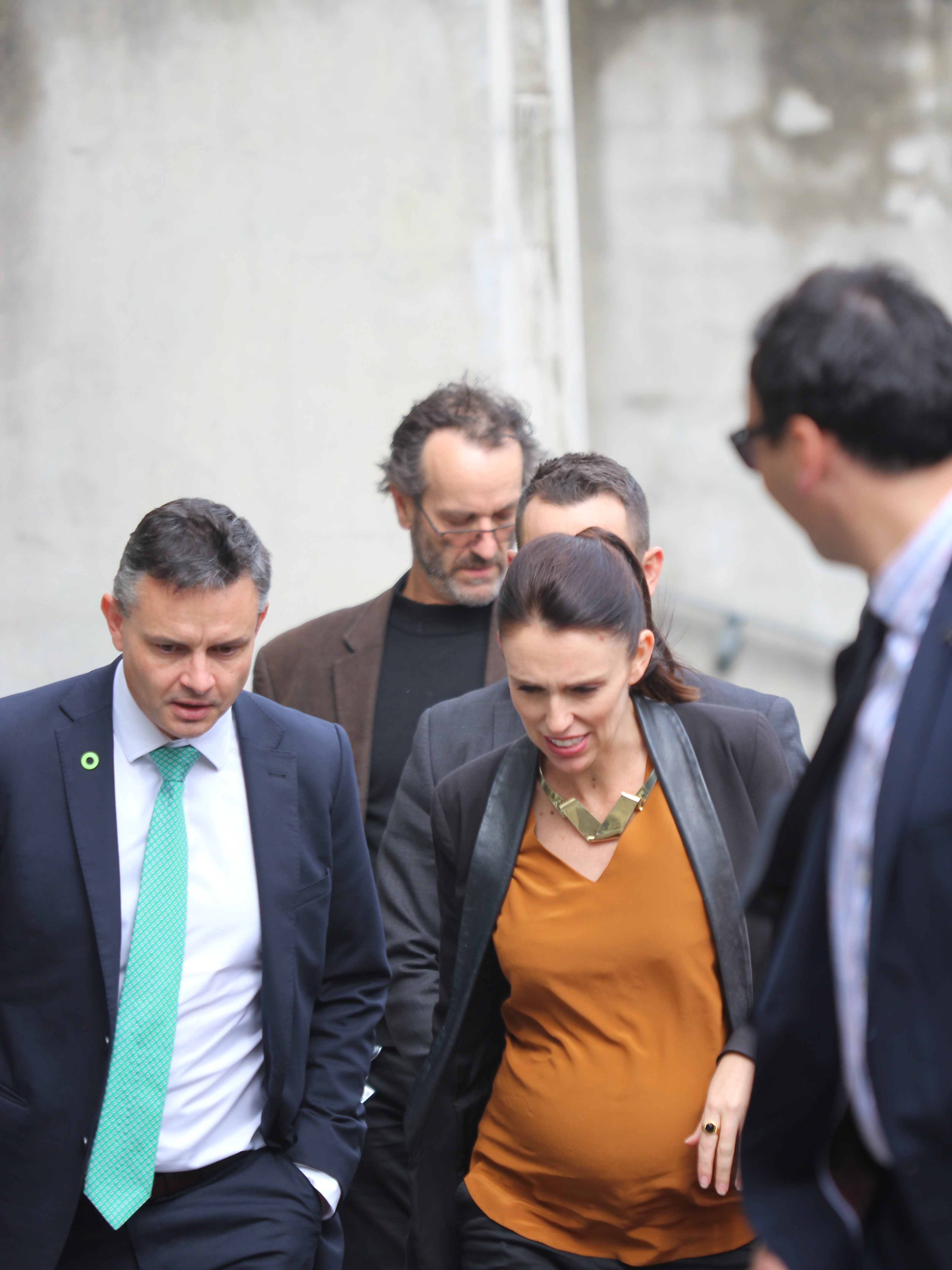
آردرن با جیمز شاو، رهبر حزب سبز، در دانشگاه ویکتوریا در ولینگتون، ۱۲ آوریل ۲۰۱۸

در ۱۹ اکتبر ۲۰۱۷، وینستون پیترز، رهبر اول نیوزیلند با تشکیل یک ائتلاف با حزب کارگر موافقت کرد، اردن را به نخست‌وزیری بعدی تبدیل کرد. این ائتلاف اعتماد و عرضه را از حزب سبز دریافت می‌کند. آردرن از پیترز به عنوان معاون نخست‌وزیر و وزیر امور خارجه نام برد. وی همچنین پنج مقام اول را در نیوزیلند به عنوان نخست‌وزیر در اختیار داشت، پیترز و سه وزیر دیگر در کابینه حضور داشتند.
در ۲۰ اکتبر، آردرن تأیید کرد که مجموعه وزیران امنیت ملی و اطلاعات را در اختیار خواهد داشت. هنر، فرهنگ و میراث و کودکان آسیب‌پذیر منعکس کننده مواضع سایه ای که وی به عنوان رهبر مخالفت حفظ کرده بود. با این حال، از ۲۵ اکتبر ۲۰۱۷، جایگاه وی به عنوان وزیر کودکان آسیب‌پذیر با جایگزینی وزیر کاهش فقر کودکان جایگزین شد، در حالی که تراسی مارتین، نماینده اول نیوزیلند، نقش وزیر کودکان را بر عهده گرفت. وی در تاریخ ۲۶ اکتبر، در کنار وزارت خود، توسط فرماندار کل، پتسی ردی، سوگند یاد کرد. اردن با به دست گرفتن مقام خود گفت که دولت او «متمرکز، همدل و قدرتمند» خواهد بود.
آردرن پس از جنی شیپلی (۱۹۹۷–۱۹۹۹) و هلن کلارک (۱۹۹۹–۲۰۰۸) سومین نخست‌وزیر زن نیوزیلند است. وی عضوی از شورای زنان رهبر جهان است. اردن با ورود به دفتر ۳۷ سالگی، همچنین جوانترین فردی است که از زمان ادوارد استافورد، که در سال ۱۸۵۶ نخست‌وزیر شد، رئیس دولت نیوزیلند شد.
در ۱۹ ژانویه ۲۰۱۸، آردرن اعلام کرد که باردار است و وینستون پیترز برای شش هفته پس از تولد نقش نخست‌وزیر را بر عهده خواهد گرفت. پس از تولد یک دختر، او از ۲۱ ژوئن تا ۲ اوت ۲۰۱۸ مرخصی زایمان گرفت.

#### امور داخلی
آردرن قصد داشت در طی یک دهه فقر کودکان در نیوزیلند را به نصف کاهش دهد. در ژوئیه ۲۰۱۸، آردرن آغاز بسته پرچمدار خانواده‌های خانواده خود را اعلام کرد. از جمله مفاد آن، این بسته به تدریج مرخصی استحقاقی والدین را به ۲۶ هفته افزایش داده و ۶۰ دلار در هفته به خانواده‌های کم درآمد و متوسط با فرزندان خرد پرداخت می‌کند. در سال ۲۰۱۹، دولت شروع برنامه ناهار مدرسه برای کمک به کاهش تعداد فقر کودکان را آغاز کرد. از دیگر اقدامات برای کاهش فقر، افزایش مزایای اصلی رفاهی، گسترش ویزیت‌های رایگان پزشک، تهیه محصولات بهداشت قاعدگی رایگان در مدارس و افزودن به سهام مسکن دولت بوده‌است. and adding to state housing stock.

#### سیاست خارجی

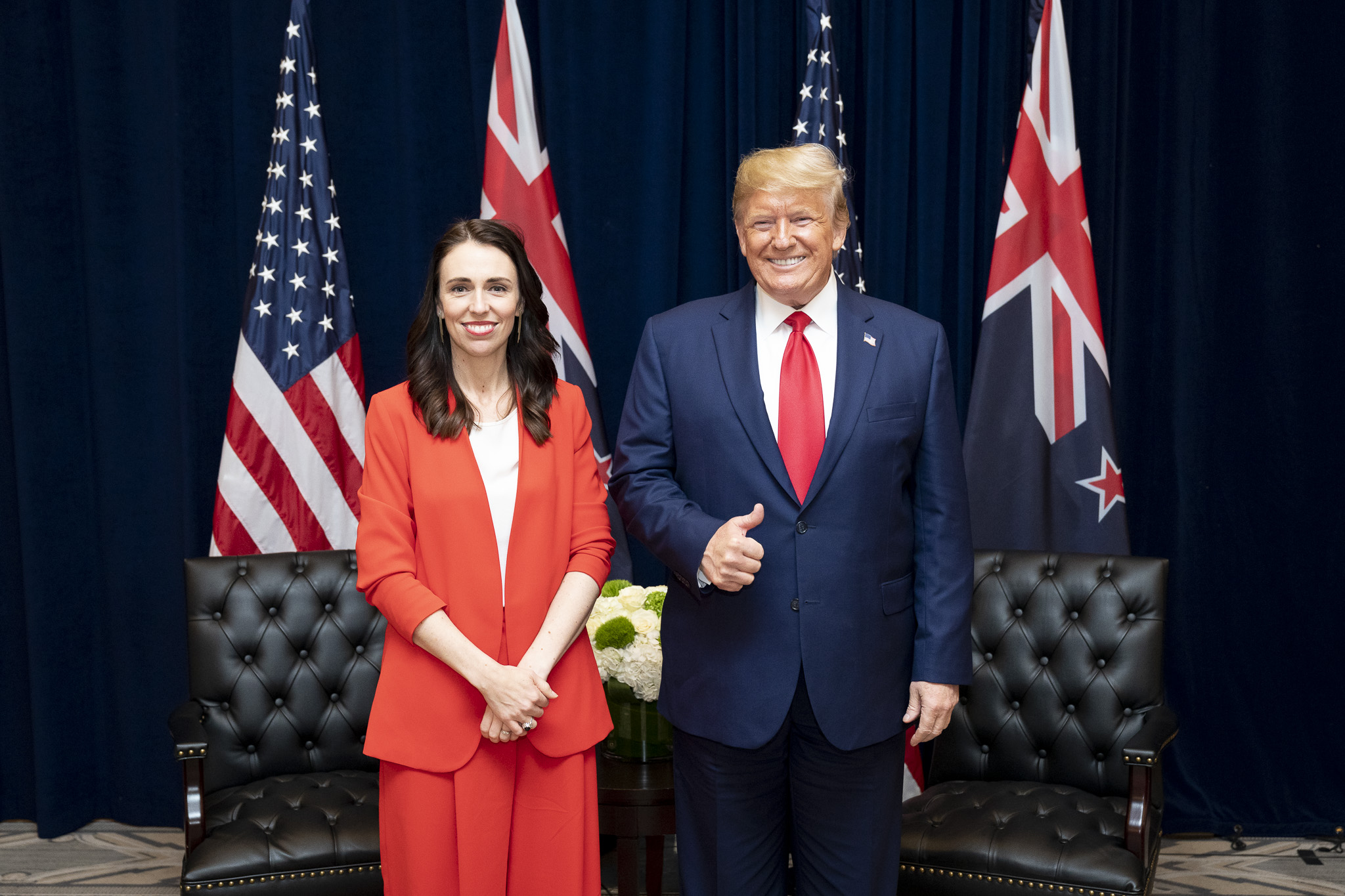
آردرن با دونالد ترامپ، رئیس‌جمهور ایالات متحده، ۲۳ سپتامبر ۲۰۱۹

در ۵ نوامبر ۲۰۱۷، آردرن اولین سفر رسمی خود به خارج از کشور را به استرالیا انجام داد، جایی که برای اولین بار با نخست‌وزیر استرالیا مالکوم ترنبول دیدار کرد. روابط دو کشور در ماه‌های گذشته به دلیل رفتار استرالیا با نیوزیلندی‌هایی که در این کشور زندگی می‌کنند، تیره شده بود و اندکی قبل از شروع به کار، آردرن در مورد لزوم اصلاح این وضعیت و ایجاد روابط کاری بهتر با دولت استرالیا صحبت کرده بود. مالکوم ترنبول این نشست را با عبارتی صمیمانه توصیف کرد: «ما به یکدیگر اعتماد داریم … این واقعیت که ما از سنت‌های مختلف سیاسی هستیم، موضوعیتی ندارد». آردرن برای اولین بازدید خود از اجلاس APEC در ۹ نوامبر به ویتنام رفت.

#### تیراندازی مسجدهای کرایست‌چرچ

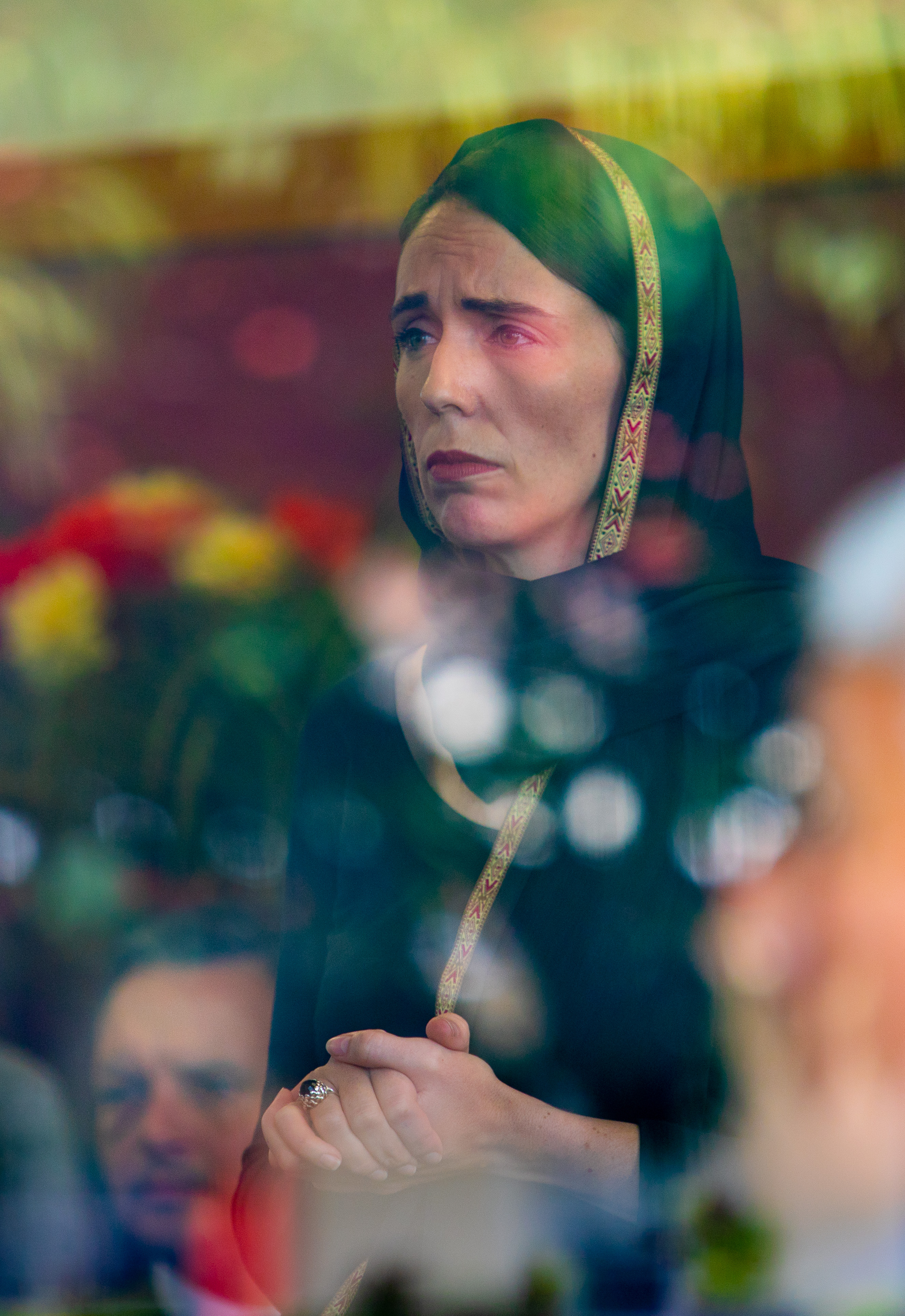
آردرن از مرکز اعضای جامعه مسلمانان درفیلیپس تاون، نیوزیلند در، ۱۶ مارس ۲۰۱۹بازدید کرد. این عکس که از طریق یک پنجره گرفته شده بود، در آن زمان به‌طور گسترده به اشتراک گذاشته شد و توسط گاردین به عنوان «تصویری از امید» توصیف شد.

در ۱۵ مارس ۲۰۱۹ (۲۴ اسفند ۱۳۹۷) در مسجد نور و مرکز اسلامی لینوود واقع در کرایست‌چرچ، نیوزیلند رخ داد. بنا به آمارهای رسمی اولیه در پی تیراندازی به دو مسجد نور و مسجد لینوود در شهر کرایست‌چرچ حداقل ۴۹ نفر جان خود را از دست دادند. پلیس همچنین پیدا شدن چندین خودرو انفجاری را تأیید کرده‌است که تمام این خودروها با موفقیت خنثی شدند. این حمله از زمان تیراندازی سال ۱۹۹۷، نخستین تیراندازی بزرگ در نیوزیلند است. نخست‌وزیر نیوزلند این رخداد را تروریستی توصیف کرده و آن را از تیره‌ترین روزهای تاریخ نیوزیلند نامید. در بیانیه ای که از تلویزیون پخش شد، آردرن تسلیت گفت و اظهار داشت که تیراندازی توسط مظنونانی با «عقاید افراطی» انجام شده‌است که این افراد در نیوزیلند یا هر جای دیگر جهان جایی ندارند. وی همچنین آن را یک حمله تروریستی کاملاً برنامه‌ریزی شده توصیف کرد.
در ۱۵ مه ۲۰۱۹، آردرن و امانوئل ماکرون، رئیس‌جمهور فرانسه، ریاست مشترک اجلاسی را در کرایست‌چرچ برعهده داشتند که هدف آن "گردهم آوردن کشورها و شرکت‌های فناوری در تلاش برای پایان دادن به توانایی استفاده از رسانه‌های اجتماعی برای سازماندهی و ترویج تروریسم و افراط‌گرایی خشونت‌آمیز بود. "

#### دنیاگیری کروناویروس
در ۱۴ مارس ۲۰۲۰، آردرن در مقابله با بیماری همه‌گیر کووید ۱۹ در نیوزیلند اعلام کرد که دولت هر کس را که از نیمه شب ۱۵ مارس وارد کشور شود، ملزم به قرنطینه کردن خود به مدت ۱۴روز می‌داند. وی گفت این قوانین جدید به این معنی است که نیوزیلند «گسترده‌ترین و محدودترین محدودیت‌های مرزی را نسبت به هر کشوری از جهان» داراست. در ۱۹ مارس، آردرن اظهار داشت که مرزهای نیوزیلند پس از ساعت ۱۱:۵۹ بعد از ظهر ۲۰مارس (NZDT) به روی غیر شهروندان و ساکنان موقت بسته خواهد شد. آردرن اعلام کرد که نیوزلند در ساعت ۲۳:۵۹ بعد از ظهر ۲۵ مارس در خصوص سطح هشدار ویروس کرونا وارد پیک ۴ می‌شود و به این خاطر منجمله برای قفل در سراسر کشور هشدار خواهد داد.

### دوره دوم
در انتخابات عمومی سال ۲۰۲۰، آردرن حزب خود را به پیروزی چشمگیر هدایت کرد و با کسب اکثریت ۶۴ کرسی مجلس ۱۲۰ کرسی نمایندگان، و ۴۹٫۱۰٪ آرای حزب را به دست آورد. وی همچنین رای‌دهندگان مونت آلبرت را حفظ کرد. آردرن دلیل پیروزی خود را واکنش دولتش به بیماری همه گیر کرونا و تأثیرات اقتصادی آن دانست.

### کناره‌گیری
آردرن، روز ۱۹ ژانویه ۲۰۲۳ در یک نشست خبری به طرز غیرمنتظ‌ره‌ای اعلام کرد که او در روز ۷ فوریه از منصب نخست‌وزیری کناره‌گیری می‌کند. او در این نشست با اشاره به اتخاذ تصمیمات سخت در دوران زمامداری خود، دلیل این تصمیم را «نداشتن توان لازم در خود برای برقراری عدالت» عنوان کرد. آردرن از عدم نامزدی مجددش در انتخابات خبر داد.پس از انتخابات که کریس هیپکینز به عنوان جانشین او انتخاب شد، او از رهبری حزب کارگر در ۲۲ ژانویه استعفا داد و استعفای خود را به عنوان نخست وزیر در ۲۵ ژانویه به فرماندار کل ارائه کرد.

## دیدگاه‌های سیاسی

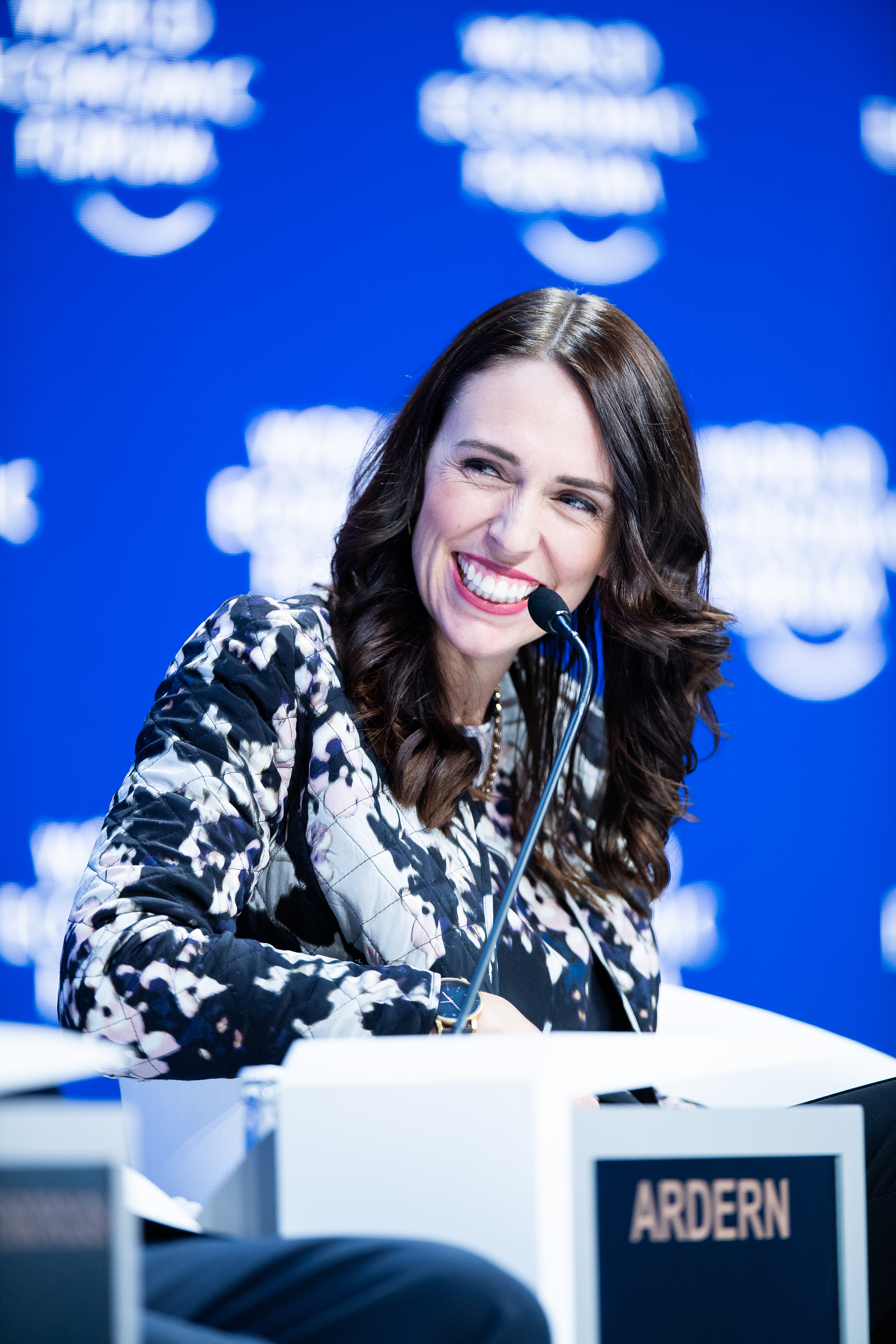
آردرن در جلسه «حفاظت از سیاره ما» در نشست سالانه مجمع جهانی اقتصاد در داووس، ۲۲ ژانویه ۲۰۱۹

آردرن خود را سوسیال دموکرات، ترقی‌خواه، جمهوری‌خواه و فمینیست توصیف کرده‌است، از هلن کلارک به عنوان یک قهرمان سیاسی نام برده‌است و میزان فقر و بی خانمانی کودکان در نیوزیلند به عنوان «شکست آشکار» سرمایه‌داری یاد می‌کند. او طرفدار نرخ پایینتری از مهاجرت است، که پیشنهاد می‌کند حدود ۲۰٬۰۰۰ تا ۳۰٬۰۰۰ کاهش داشته باشد. وی استدلال می‌کند که این مسئله را «یک موضوع زیرساخت» می‌داند، «برنامه‌ریزی کافی در مورد رشد جمعیت صورت نگرفته‌است، ما لزوماً کمبود مهارت خود را به درستی هدف قرار نداده‌ایم.» با این حال، او می‌خواهد میزان جذب پناهندگان را افزایش دهد.
آردرن معتقد است که حفظ یا لغو مشارکت کنندگان در انتخابات مائوری باید توسط مائوری‌ها تصمیم گرفته شود و بیان شود. او از آموزش اجباری زبان مائوری در مدارس حمایت می‌کند.
در سپتامبر ۲۰۱۷، آردرن گفت که می‌خواهد نیوزلند بحث برکناری پادشاه نیوزلند به عنوان رئیس دولت خود را داشته باشد.
آردرن در حمایت از ازدواج همجنس‌گرایان در نیوزیلند صحبت کرده‌است، و او به اصلاح قانون ازدواج (تعریف ازدواج) رأی داد. در سال ۲۰۱۸، او اولین نخست‌وزیر نیوزیلند شد که در رژه دگرباشان جنسی شرکت کرد. آردرن با حذف سقط جنین از قانون جرائم ۱۹۶۱ از آزادسازی قانون سقط جنین حمایت کرد. در مارس ۲۰۲۰، او به قانون قانون سقط جنین رأی داد که قانون مجازات سقط جنین را اصلاح می‌کند.
وی با اشاره به سیاست بدون صنایع هسته‌ای در نیوزیلند، اقدام در مورد تغییرات آب و هوایی را «لحظه بدون صنایع هسته‌ای نسل من» توصیف کرد.
آردرن از چاره دو کشوری برای حل منازعه فلسطین-اسرائیل حمایت کرده‌است. وی مرگ فلسطینیان در جریان اعتراضات ۲۰۱۹–۲۰۱۸ مرز غزه را محکوم کرد.